# Вітчизна (Естонія)
Союз Вітчизни і Res Publica (ест. Isamaa) — консервативна політична партія в Естонії, створена в 2006 шляхом об'єднання правих опозиційних партій Ісамаалійт і Res Publica. Головою партії є Урмас Рейнсалу. Символом партії є стилізована восьмикінцева зірка (Октаграмма, здвоєний хрест). На парламентських виборах 2007 року отримала 17,9 % голосів і 19 місць в Рійгікогу, після чого увійшла у другий уряд Андруса Ансипа, отримавши 5 міністерських місць. Партія входить до трійки найбільших партій Естонії (9 781 членів станом на 2014 рік). У Європейському парламенті представлена одним депутатом, Тунне Келом. На парламентських виборах 2011 року партія отримала 20,5 % голосів і 23 місця.